# Pınarbaşı, Şanlıurfa
Pınarbaşı là một xã thuộc thành phố Şanlıurfa, tỉnh Şanlıurfa, Thổ Nhĩ Kỳ. Dân số thời điểm năm 2011 là 192 người.